# コントラチェック
コントラチェック（英: Contra Check、2016年4月1日 - ）は、日本の競走馬。主な勝ち鞍は2019年のフラワーカップ(GIII)、ターコイズステークス(GIII)、2021年のオーシャンステークス(GIII)。
馬名の意味は、ダンスステップの一種。母名より連想。半姉に中山牝馬ステークスなど重賞3勝のバウンスシャッセ、半兄に2018年の京王杯スプリングカップをレコード勝ちしたムーンクエイクがいる。

## 経歴

### 2歳（2018年）
7月8日函館の新馬戦に1番人気でデビュー、道中4番手追走も伸びきれず3着に終わる。7月28日札幌の未勝利戦では好スタートからハナを奪うと最後の直線ではブラックウォーリアに7馬身差をつけて逃げ切り勝ちをおさめた。9月30日中山のサフラン賞は3番手追走も逃げ粘るレッドアネモスをとらえることができず2着となる。

### 3歳（2019年）
1月20日中山の菜の花賞ではスタートから先手を奪うと、直線で後続に3馬身差をつけ2勝目を挙げる。重賞初挑戦となった3月16日のフラワーカップは騎乗停止中のクリストフ・ルメールに替わって丸山元気とのコンビで出走。道中マイペースで逃げると直線でも脚色は衰えることなく逃げ切り勝ちをおさめ、重賞初制覇を飾る。桜花賞を回避して優駿牝馬（オークス）へ向かったが、3番人気で9着と大敗した。
ノーザンファーム天栄で放牧されたのち、クリストフ・ルメールを鞍上に戻し、秋華賞に直行。15番の外枠から発走、逃げの手を打てずビーチサンバが逃げ、二番手で進み、最後の直線で馬群に沈み15着に敗れる。
次走にはターコイズステークスを選択し、3番人気に推された。レースではスタート後ハナを奪うと、スピードを保ったままそのまま逃げ切り優勝。重賞2勝目を飾った。

### 4歳（2020年）～5歳（2021年）
古馬となって初戦、中山牝馬ステークスは最下位に敗れる。その後は掲示板にも載れないレースが続き、初の短距離戦となる、ラピスラズリステークスに出走するが10着に敗れる。5歳になり、シルクロードステークスは11着と敗れるが、次走、オーシャンステークスで11番人気ながら、好位の外を追走から直線で末脚を伸ばしてゴール寸前で一旦抜け出したカレンモエをかわし1着となり、重賞通算3勝目を挙げた。次走の函館スプリントステークスは8着に敗れる。3か月ぶりとなった京成杯オータムハンデキャップはハナに立つと先頭のまま直線で粘っていたが、外からカテドラルにクビ差交わされ惜しくも2着に敗れた。その後、11月14日の福島記念では2番手追走も直線で失速し15着に終わった。

### 6歳（2022年）
2月27日の中山記念に出走し10着と惨敗した。レース後、所有するキャロットファームから現役を引退することを発表した。3月6日付けで競走馬登録を抹消、引退後は北海道安平町のノーザンファームで繁殖牝馬となる。藤沢和雄調教師の定年退職に伴い3月1日付で蛯名正義厩舎へと転厩していたが、新厩舎では未出走のままの引退となった。

## 競走成績
以下の内容はnetkeiba.comの情報に基づく。
| 競走日     | 競馬場 | 競走名          | 格      | 距離（馬場）  | 頭 数 | 枠 番 | 馬 番 | オッズ （人気） | 着順 | タイム （上がり3F） | 着差 | 騎手        | 斤量 [kg] | 1着馬（2着馬）         | 馬体重 [kg] |
| ---------- | ------ | --------------- | ------- | ------------- | ----- | ----- | ----- | --------------- | ---- | ------------------- | ---- | ----------- | --------- | ---------------------- | ----------- |
| 2018.07.08 | 函館   | 2歳新馬         |         | 芝1800m（稍） | 7     | 1     | 1     | 001.30（1人）   | 03着 | R1:53.7（36.0）     | -0.3 | 0C.ルメール | 54        | ラブミーファイン       | 454         |
| 0000.07.28 | 札幌   | 2歳未勝利       |         | 芝1800m（良） | 6     | 1     | 1     | 001.10（1人）   | 01着 | R1:50.1（35.2）     | -1.2 | 0C.ルメール | 54        | （ブラックウォーリア） | 458         |
| 0000.09.30 | 中山   | サフラン賞      | 500万下 | 芝1600m（稍） | 10    | 2     | 2     | 002.40（1人）   | 02着 | R1:35.7（33.8）     | -0.0 | 0C.ルメール | 54        | レッドアネモス         | 468         |
| 2019.01.20 | 中山   | 菜の花賞        | 500万下 | 芝1600m（良） | 9     | 4     | 4     | 001.40（1人）   | 01着 | R1:33.8（35.5）     | -0.5 | 0C.ルメール | 54        | （タンタラス）         | 466         |
| 0000.03.16 | 中山   | フラワーC       | GIII    | 芝1800m（良） | 13    | 4     | 4     | 002.80（2人）   | 01着 | R1:47.4（34.9）     | -0.4 | 0丸山元気   | 54        | （エールヴォア）       | 466         |
| 0000.05.19 | 東京   | 優駿牝馬        | GI      | 芝2400m（良） | 18    | 2     | 3     | 005.10（3人）   | 09着 | R2:24.5（37.0）     | -1.7 | 0D.レーン   | 55        | ラヴズオンリーユー     | 460         |
| 0000.10.13 | 京都   | 秋華賞          | GI      | 芝2000m（稍） | 17    | 7     | 15    | 009.60（5人）   | 15着 | R2:02.0（38.4）     | -2.1 | 0C.ルメール | 55        | クロノジェネシス       | 464         |
| 0000.12.14 | 中山   | ターコイズS     | GIII    | 芝1600m（良） | 16    | 7     | 13    | 006.10（3人）   | 01着 | R1:32.2（34.9）     | -0.3 | 0C.ルメール | 54        | （エスポワール）       | 466         |
| 2020.03.14 | 中山   | 中山牝馬S       | GIII    | 芝1800m（不） | 16    | 6     | 11    | 002.90（2人）   | 16着 | R1:51.7（38.9）     | -1.5 | 0C.ルメール | 55        | フェアリーポルカ       | 472         |
| 0000.05.17 | 東京   | ヴィクトリアM   | GI      | 芝1600m（良） | 16    | 8     | 17    | 031.90（8人）   | 14着 | R1:32.4（35.4）     | -1.8 | 0武豊       | 55        | アーモンドアイ         | 466         |
| 0000.08.02 | 札幌   | クイーンS       | GIII    | 芝1800m（良） | 14    | 5     | 7     | 005.30（3人）   | 10着 | R1:46.6（36.4）     | -0.7 | 0C.ルメール | 55        | レッドアネモス         | 472         |
| 0000.10.11 | 東京   | 毎日王冠        | GII     | 芝1800m（稍） | 11    | 1     | 1     | 035.40（7人）   | 07着 | R1:46.8（36.4）     | -1.3 | 0丸山元気   | 54        | サリオス               | 470         |
| 0000.12.06 | 中山   | ラピスラズリS   | L       | 芝1200m（良） | 16    | 2     | 4     | 003.80（2人）   | 10着 | R1:09.3（35.4）     | -0.4 | 0丸山元気   | 56        | アストラエンブレム     | 478         |
| 2021.01.31 | 中京   | シルクロードS   | GIII    | 芝1200m（良） | 18    | 2     | 3     | 024.40（9人）   | 11着 | R1:09.0（34.2）     | -0.7 | 0池添謙一   | 55        | シヴァージ             | 474         |
| 0000.03.06 | 中山   | オーシャンS     | GIII    | 芝1200m（稍） | 16    | 4     | 8     | 033.4（11人）   | 01着 | R1:08.4（34.3）     | -0.0 | 0丸山元気   | 54        | （カレンモエ）         | 480         |
| 0000.06.13 | 札幌   | 函館スプリントS | GIII    | 芝1200m（良） | 16    | 6     | 11    | 010.50（6人）   | 08着 | R1:08.0（34.5）     | -0.4 | 0丸山元気   | 55        | ビアンフェ             | 480         |
| 0000.09.12 | 中山   | 京成杯AH        | GIII    | 芝1600m（良） | 16    | 5     | 9     | 036.8（12人）   | 02着 | R1:32.0（35.2）     | -0.0 | 0大野拓弥   | 55.5      | カテドラル             | 480         |
| 0000.11.14 | 福島   | 福島記念        | GIII    | 芝2000m（良） | 16    | 8     | 16    | 022.60（9人）   | 15着 | R2:01.9（40.2）     | -2.7 | 0北村宏司   | 55.5      | パンサラッサ           | 476         |
| 2022.02.27 | 中山   | 中山記念        | GII     | 芝1800m（良） | 16    | 7     | 14    | 017.50（7人）   | 10着 | R1:48.0（38.1）     | -1.6 | 0丸山元気   | 54        | パンサラッサ           | 478         |

## 繁殖成績
|      | 馬名             | 生年   | 性 | 毛色 | 父                 | 馬主               | 厩舎           | 戦績           |
| ---- | ---------------- | ------ | -- | ---- | ------------------ | ------------------ | -------------- | -------------- |
| 初仔 | カーブドフェザー | 2023年 | 牝 | 鹿毛 | サートゥルナーリア | キャロットファーム | 美浦・蛯名正義 | （デビュー前） |

- 2025年4月11日現在

## 血統表
| コントラチェックの血統                     | コントラチェックの血統                                 | コントラチェックの血統 | （血統表の出典） | （血統表の出典） |
| 父 ディープインパクト 2002 鹿毛            | 父の父*サンデーサイレンス Sunday Silence 1986 青鹿毛   | Halo                   | Hail to Reason   | Hail to Reason   |
| 父 ディープインパクト 2002 鹿毛            | 父の父*サンデーサイレンス Sunday Silence 1986 青鹿毛   | Halo                   | Cosmah           |                  |
| 父 ディープインパクト 2002 鹿毛            | 父の父*サンデーサイレンス Sunday Silence 1986 青鹿毛   | Wishing Well           | Understanding    | Understanding    |
| 父 ディープインパクト 2002 鹿毛            | 父の父*サンデーサイレンス Sunday Silence 1986 青鹿毛   | Wishing Well           | Mountain Flower  |                  |
| 父 ディープインパクト 2002 鹿毛            | 父の母*ウインドインハーヘア Wind in Her Hair 1991 鹿毛 | Alzao                  | Lyphard          | Lyphard          |
| 父 ディープインパクト 2002 鹿毛            | 父の母*ウインドインハーヘア Wind in Her Hair 1991 鹿毛 | Alzao                  | Lady Rebecca     |                  |
| 父 ディープインパクト 2002 鹿毛            | 父の母*ウインドインハーヘア Wind in Her Hair 1991 鹿毛 | Burghclere             | Busted           | Busted           |
| 父 ディープインパクト 2002 鹿毛            | 父の母*ウインドインハーヘア Wind in Her Hair 1991 鹿毛 | Burghclere             | Highclere        |                  |
| 母 *リッチダンサー Rich Dancer 2000 黒鹿毛 | 母の父Halling 1991 栗毛                                | Diesis                 | Sharpen Up       | Sharpen Up       |
| 母 *リッチダンサー Rich Dancer 2000 黒鹿毛 | 母の父Halling 1991 栗毛                                | Diesis                 | Doubly Sure      |                  |
| 母 *リッチダンサー Rich Dancer 2000 黒鹿毛 | 母の父Halling 1991 栗毛                                | Dance Machine          | Green Dancer     | Green Dancer     |
| 母 *リッチダンサー Rich Dancer 2000 黒鹿毛 | 母の父Halling 1991 栗毛                                | Dance Machine          | Never a Lady     |                  |
| 母 *リッチダンサー Rich Dancer 2000 黒鹿毛 | 母の母Fairy Flight 1995 鹿毛                           | Fairy King             | Northern Dancer  | Northern Dancer  |
| 母 *リッチダンサー Rich Dancer 2000 黒鹿毛 | 母の母Fairy Flight 1995 鹿毛                           | Fairy King             | Fairy Bridge     |                  |
| 母 *リッチダンサー Rich Dancer 2000 黒鹿毛 | 母の母Fairy Flight 1995 鹿毛                           | Rising Tide            | *レッドアラート  | *レッドアラート  |
| 母 *リッチダンサー Rich Dancer 2000 黒鹿毛 | 母の母Fairy Flight 1995 鹿毛                           | Rising Tide            | Naiad Queen      |                  |
| 母系(F-No.)                                | (FN:2-e)                                               | (FN:2-e)               | (FN:2-e)         |                  |